# ویکی‌ویکی‌وب
ویکی‌ویکی‌وب نخستین وب گاهی بود که هر کاربری در هرجا امکان تغییر در متن آن را داشت و در سال ۱۹۹۵ توسط وارد کانینگهام ایجاد شد. به همین جهت سایت‌هایی که بعدها با این روش ایجاد شدند، (مانند ویکی‌پدیا) به ویکی معروف شدند. کلمهٔ ویکی‌ویکی که در نام این سایت به کار رفته بود، الهام گرفته از نام یکی از خطوط اتوبوس‌رانی در هاوایی بود. (عبارت WikiWiki در زبان مردمان هاوایی به معنی «بدو بدو» است)

## تاریخچه
کانینگهام در سال ۱۹۹۴ نرم‌افزار و وبگاه را توسعه داد تا تبادل اطلاعات را بین برنامه‌نویسان ساده‌تر کند. این ایده بر پایه فایل‌های استک هایپرکارد بنا شده بود که در اواخر سال‌های ۱۹۸۰ ایجاد شده بودند. کانینگهام در ۲۵ مارس ۱۹۹۵ این نرم‌افزار را روی وبگاه شرکت خودش (کانینگهام اند کانینگهام) نصب کرد. کانینگهام به یاد مسئول باجه فرودگاه هونولولو که به او گفته بود برای رفتن به پایانه فرودگاه سوار اتوبوس ویکی‌ویکی شود این نام را برگزید. ویکی‌ویکی دوگان‌سازی واژه «ویکی» است که در زبان هاوایی به معنی تند و زود به کار می‌رود.